# Vaudreville
Pour le hameau de la Moselle, voir Retonfey.
Vaudreville est une commune française, située dans le département de la Manche en région Normandie, peuplée de 72 habitants.

## Géographie

### Localisation
Les communes limitrophes sont Saint-Martin-d'Audouville, Lestre, Montebourg, Ozeville, Saint-Floxel et Saint-Germain-de-Tournebut.

### Hydrographie
La commune est située dans le bassin Seine-Normandie. Elle est drainée par la Sinope, le ruisseau de Filbec, le fossé 01 de Roussel, le fossé 17 du Manoir, le ruisseau du Bouillon et divers autres petits cours d'eau,.
La Sinope, d'une longueur de 18 km, prend sa source dans la commune de Montaigu-la-Brisette et se jette dans la baie de Seine en limite de Lestre et de Quinéville, après avoir traversé huit communes.

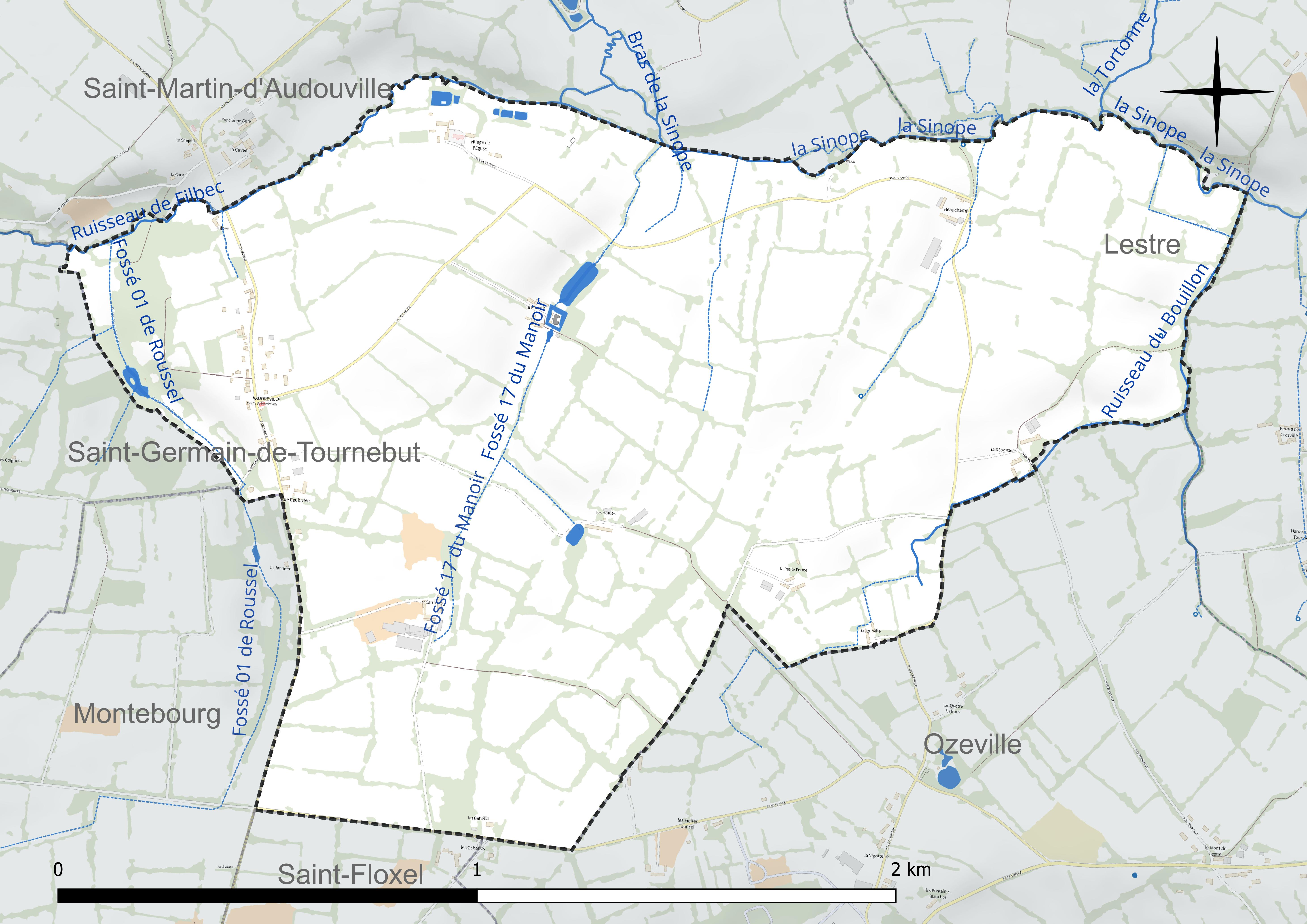
Réseau hydrographique de Vaudreville.

### Climat
Pour des articles plus généraux, voir Climat de la Normandie et Climat de la Manche.
En 2010, le climat de la commune est de type climat océanique franc, selon une étude du CNRS s'appuyant sur une série de données couvrant la période 1971-2000. En 2020, Météo-France publie une typologie des climats de la France métropolitaine dans laquelle la commune est exposée à un climat océanique et est dans la région climatique  Normandie (Cotentin, Orne), caractérisée par une pluviométrie relativement élevée (850 mm/a) et un été frais (15,5 °C) et venté. Parallèlement le GIEC normand, un groupe régional d’experts sur le climat, différencie quant à lui, dans une étude de 2020, trois grands types de climats pour la région Normandie, nuancés à une échelle plus fine par les facteurs géographiques locaux. La commune est, selon ce zonage, exposée à un « climat maritime », correspondant au Cotentin et à l'ouest du département de la Manche, frais, humide et pluvieux, où les contrastes pluviométrique et thermique sont parfois très prononcés en quelques kilomètres quand le relief est marqué.
Pour la période 1971-2000, la température annuelle moyenne est de 10,8 °C, avec une amplitude thermique annuelle de 11,2 °C. Le cumul annuel moyen de précipitations est de 993 mm, avec 14,3 jours de précipitations en janvier et 7,4 jours en juillet. Pour la période 1991-2020, la température moyenne annuelle observée sur la station météorologique la plus proche, située sur la commune de Gonneville-Le Theil à 15 km à vol d'oiseau, est de 11,0 °C et le cumul annuel moyen de précipitations est de 940,4 mm,. Pour l'avenir, les paramètres climatiques de la commune estimés pour 2050 selon différents scénarios d’émission de gaz à effet de serre sont consultables sur un site dédié publié par Météo-France en novembre 2022.

## Urbanisme

### Typologie
Au 1er janvier 2024, Vaudreville est catégorisée commune rurale à habitat dispersé, selon la nouvelle grille communale de densité à sept niveaux définie par l'Insee en 2022.
Elle est située hors unité urbaine.
Par ailleurs la commune fait partie de l'aire d'attraction de Cherbourg-en-Cotentin, dont elle est une commune de la couronne,. Cette aire, qui regroupe 77 communes, est catégorisée dans les aires de 50 000 à moins de 200 000 habitants,.

### Occupation des sols
L'occupation des sols de la commune, telle qu'elle ressort de la base de données européenne d’occupation biophysique des sols Corine Land Cover (CLC), est marquée par l'importance des territoires agricoles (100 % en 2018), en augmentation par rapport à 1990 (97,4 %).
La répartition détaillée en 2018 est la suivante : prairies (97,3 %), zones agricoles hétérogènes (2,6 %), terres arables (0,1 %).

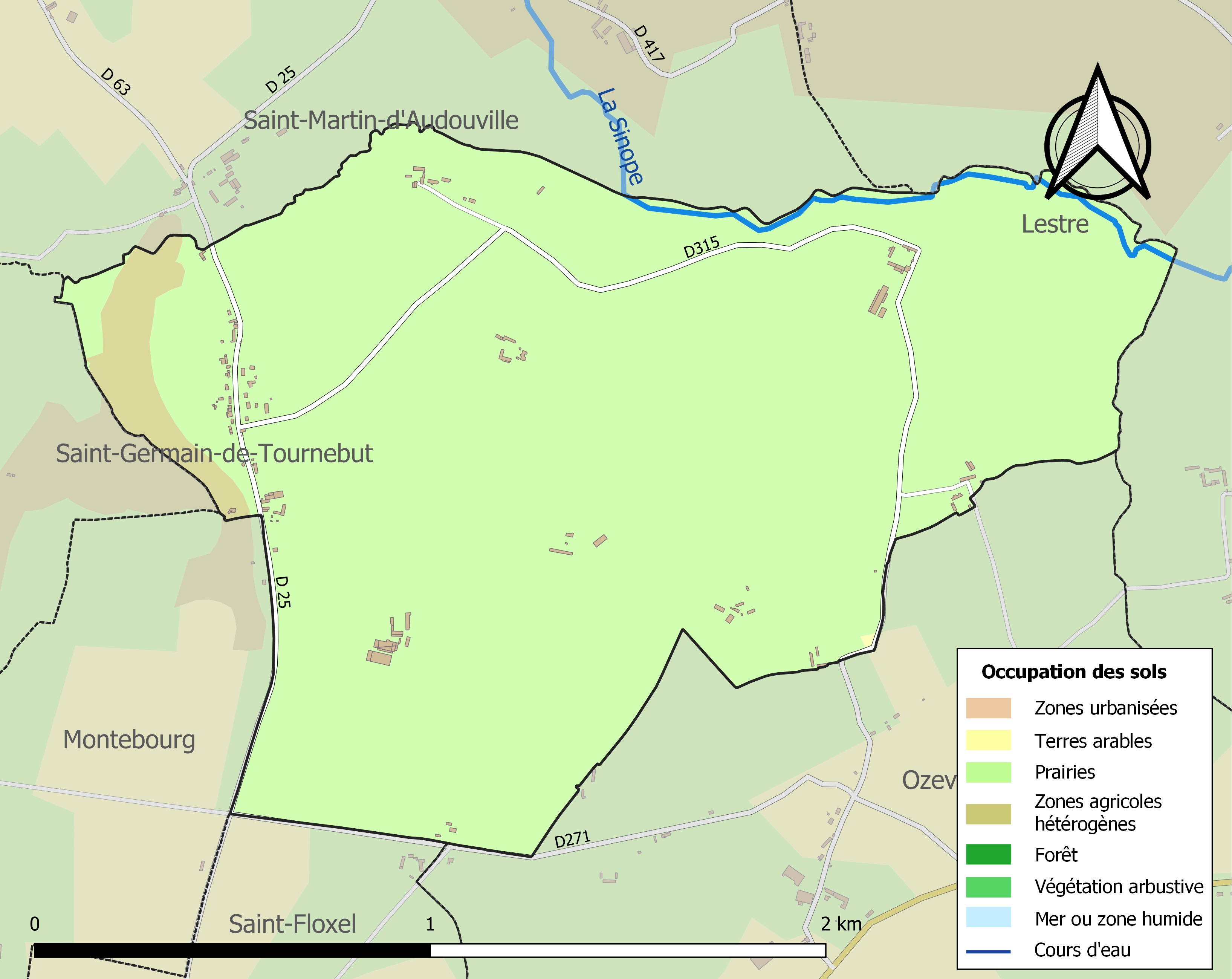
Carte des infrastructures et de l'occupation des sols de la commune en 2018 (CLC).

L'évolution de l’occupation des sols de la commune et de ses infrastructures peut être observée sur les différentes représentations cartographiques du territoire : la carte de Cassini (XVIIIe siècle), la carte d'état-major (1820-1866) et les cartes ou photos aériennes de l'IGN pour la période actuelle (1950 à aujourd'hui).

## Toponymie
Le nom de la localité est attesté sous la forme Waudrevilla au XIIe siècle.
Le toponyme est issu d'un anthroponyme germanique tel que Waldharius, ou Waldric. Le second élément est l'ancien français vile dans son sens originel de « domaine rural » issu du latin villa rustica.

## Histoire

### Moyen Âge
Au XIIe siècle, la paroisse relevait de l'honneur de Saint-Sauveur-le-Vicomte.
Dans le cadre de la guerre de Cent Ans, en 1405, à la suite d'un débarquement anglais à la Hougue, la paroisse est mise à sac et ses maisons rasées.

### Temps modernes
En 1567, François de Ricarville, écuyer, sieur de Vaudreville, est taxé pour ce fief de 50 solz dans le rôle des nobles et roturiers, au titre du ban et de l'arrière ban de la vicomté de Coutances, réalisé par Gilles Dancel, seigneur d'Audouville, lieutenant général du bailli de Cotentin, tenu à Coutances les 20-22 octobre. Le fief noble de Vaudreville relevait du fief de Saint-Pierre-Église.

### Révolution française et Empire
Le dernier seigneur de Vaudreville fut Prosper-Jean-Hervé Simon (1758-1833), écuyer dans les gardes du corps de Louis XVI, et qui sera maire de Teurthéville-Bocage.

### Époque contemporaine
Les résultats de la commune pour le scrutin du second tour de l'élection présidentielle du 7 mai 2017 ont été invalidés par le Conseil constitutionnel car des bulletins blancs étaient disposés à côté des bulletins des deux candidats.

## Politique et administration
| Période                                  | Période   | Identité         | Étiquette | Qualité               |
| ---------------------------------------- | --------- | ---------------- | --------- | --------------------- |
| juin 1995                                | mars 2014 | Louis Lahougue   | SE        | Retraité de la marine |
| mars 2014                                | En cours  | Geneviève Gilles | SE        | Agricultrice          |
| Les données manquantes sont à compléter. |           |                  |           |                       |

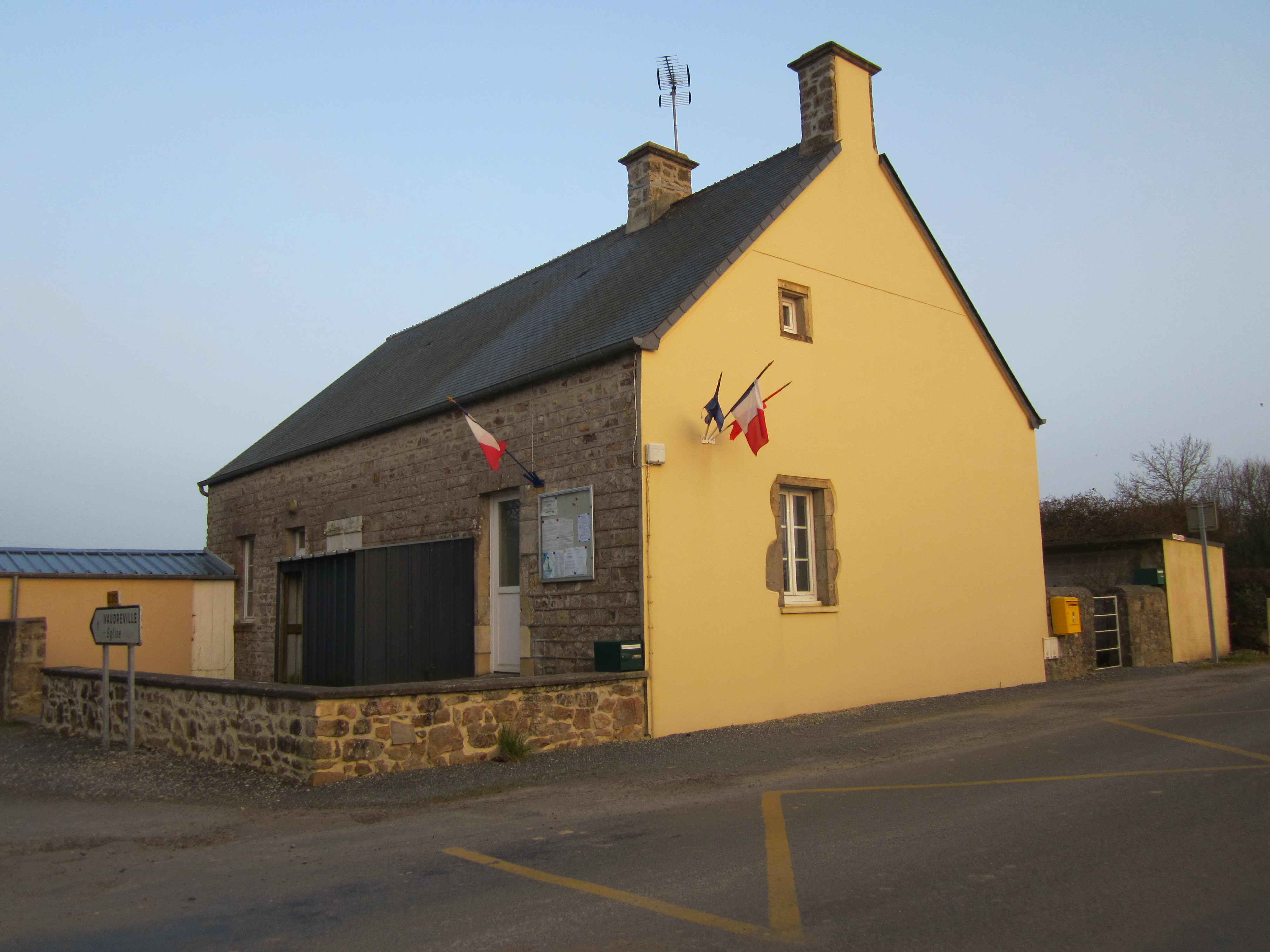
La mairie.

Le conseil municipal est composé de sept membres dont le maire et un adjoint.

## Population et société
Les habitants de la commune sont appelés les Vaudrevillais.

### Démographie
L'évolution du nombre d'habitants est connue à travers les recensements de la population effectués dans la commune depuis 1793. Pour les communes de moins de 10 000 habitants, une enquête de recensement portant sur toute la population est réalisée tous les cinq ans, les populations de référence des années intermédiaires étant quant à elles estimées par interpolation ou extrapolation. Pour la commune, le premier recensement exhaustif entrant dans le cadre du nouveau dispositif a été réalisé en 2008.
En 2022, la commune comptait 72 habitants, en stagnation par rapport à 2016 (Manche : −0,31 %, France hors Mayotte : +2,11 %).
Vaudreville a compté jusqu'à 306 habitants en 1806.
| 1793 | 1800 | 1806 | 1821 | 1831 | 1836 | 1841 | 1846 | 1851 |
| ---- | ---- | ---- | ---- | ---- | ---- | ---- | ---- | ---- |
| 195  | 256  | 306  | 282  | 214  | 223  | 217  | 208  | 192  |

| 1856 | 1861 | 1866 | 1872 | 1876 | 1881 | 1886 | 1891 | 1896 |
| ---- | ---- | ---- | ---- | ---- | ---- | ---- | ---- | ---- |
| 174  | 169  | 203  | 172  | 173  | 162  | 169  | 164  | 174  |

| 1901 | 1906 | 1911 | 1921 | 1926 | 1931 | 1936 | 1946 | 1954 |
| ---- | ---- | ---- | ---- | ---- | ---- | ---- | ---- | ---- |
| 156  | 150  | 123  | 100  | 79   | 90   | 101  | 93   | 85   |

| 1962 | 1968 | 1975 | 1982 | 1990 | 1999 | 2006 | 2008 | 2013 |
| ---- | ---- | ---- | ---- | ---- | ---- | ---- | ---- | ---- |
| 81   | 80   | 67   | 59   | 61   | 80   | 80   | 80   | 75   |

| 2018 | 2022 | - | - | - | - | - | - | - |
| ---- | ---- | - | - | - | - | - | - | - |
| 73   | 72   | - | - | - | - | - | - | - |

## Culture locale et patrimoine

### Lieux et monuments
- Église Sainte-Basile du XIVe siècle, refaite au XVIe siècle avec un portail de la fin du roman et une tour coiffée en bâtière accolée à l'édifice. Elle abrite deux bas-reliefs polychromes du XVe encastrés de chaque côté du maître-autel : une Annonciation et la Nativité et une Adoration des mages, et la dalle funéraire du XVe siècle de Jehan de Picarville, seigneur de Vaudreville, avec l'effigie du défunt gravée, classées au titre objet aux monuments historiques[33], ainsi que les statues de sainte Barbe du XVe siècle, de sainte Basile du XVe, un groupe sculpté éducation de la Vierge du XVe, des fonts baptismaux du XVIIIe, un cadran solaire du XVIe. Dans la sacristie, on peut voir une fontaine vernissée rehaussée de kaolin provenant vraisemblablement de Saussemesnil[34]. La statue de sainte Basile semble accréditer une dédicace à sainte Basile, martyre normande du IIIe siècle fêtée le 16 août, décrite par Hyppolyte Gancel[35].
- Ancien presbytère du XVIIIe siècle.
- Oratoire Notre-Dame de Lourdes du XXe siècle.
- Calvaire du XVIIIe siècle.
- Manoir de la Cour des XVIe, XVIIIe – XIXe siècles avec bretèches du XVIe[36], et une tour circulaire qui dépasse largement la toiture du logis principal haut d'un étage sur un rez-de-chaussée surélevé. Deux autres tours flanquent un second logis.
- Ferme-manoir de Beauchamps du XVIe siècle.

L'église Sainte-Basile
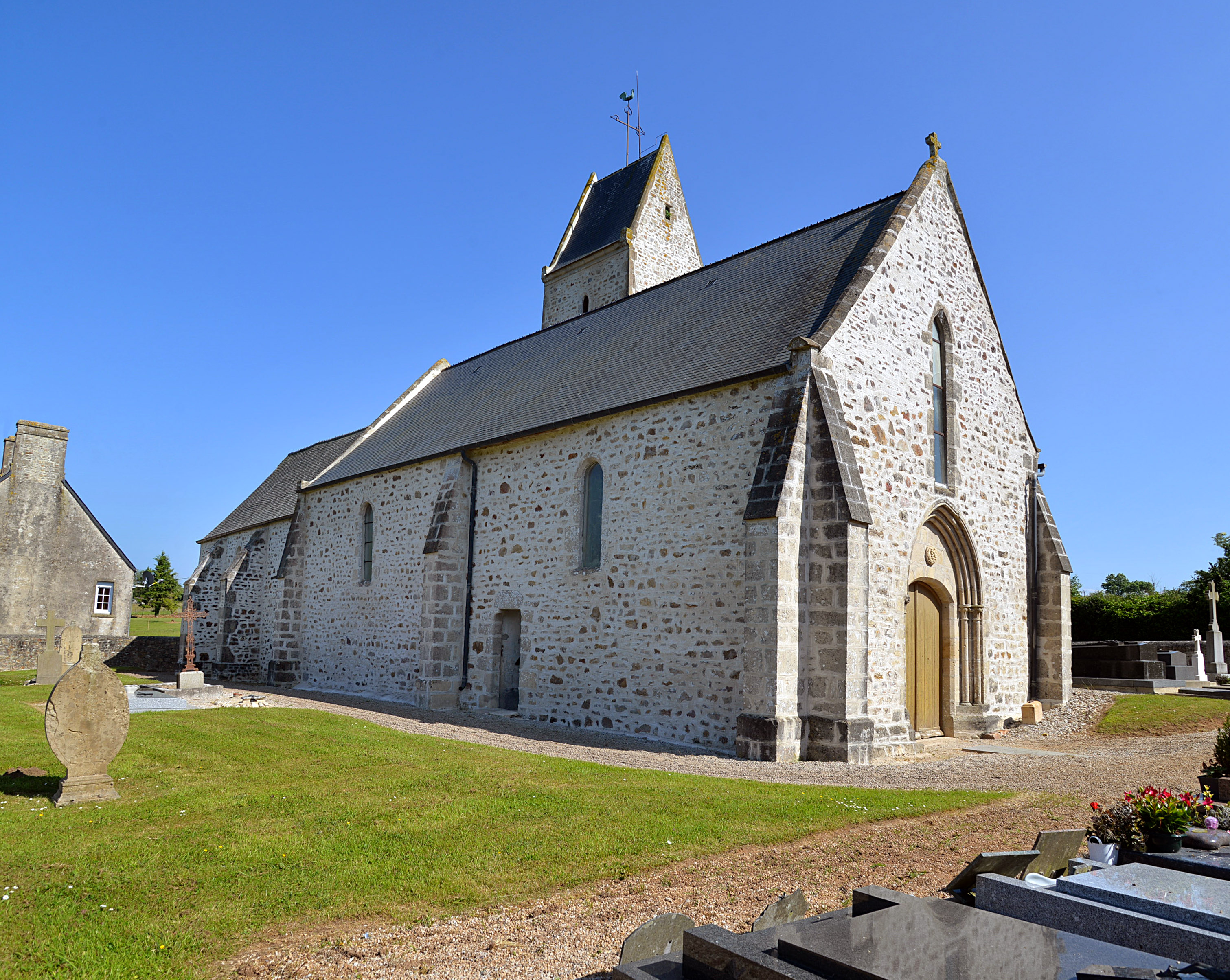
Vue générale.
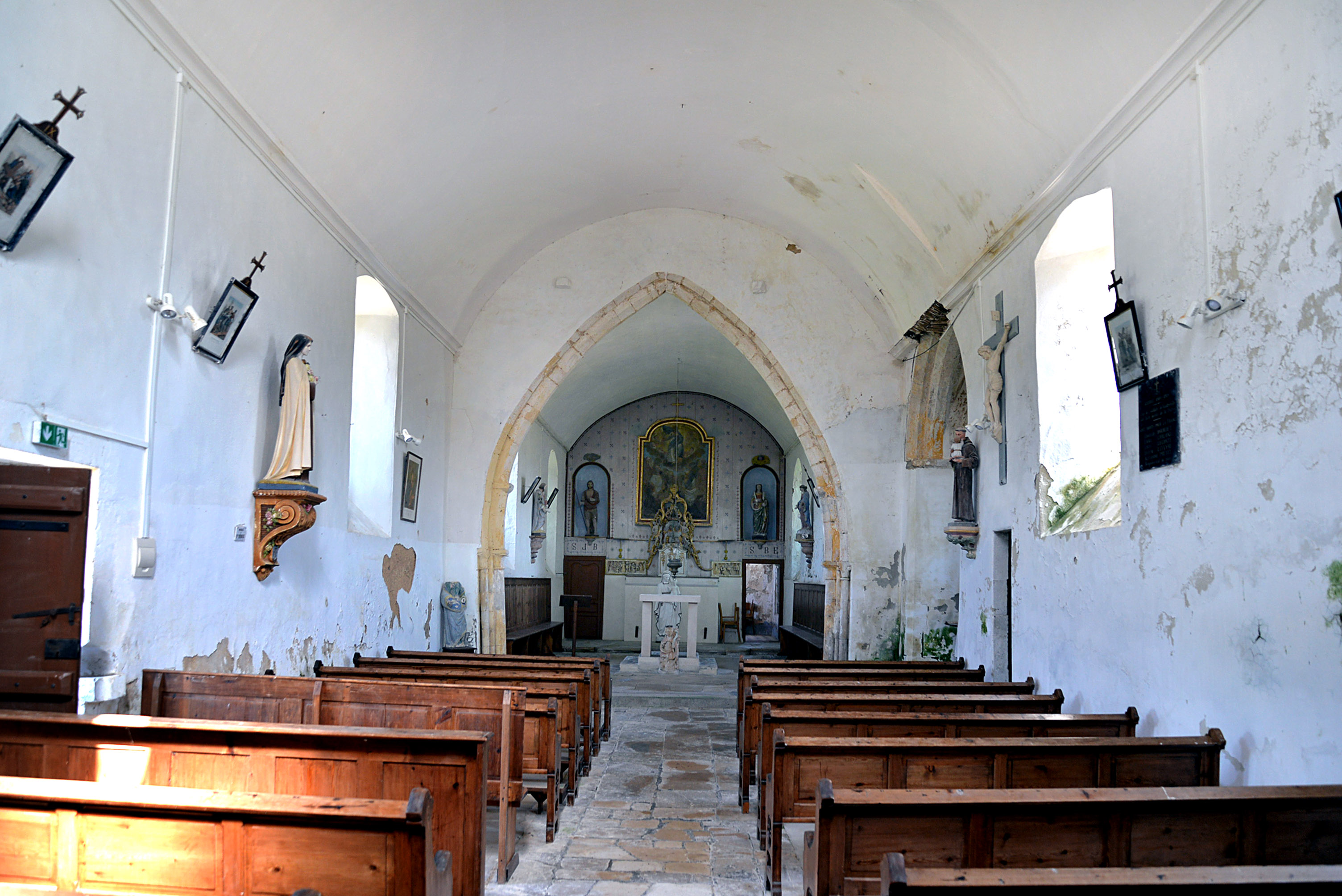
La nef.
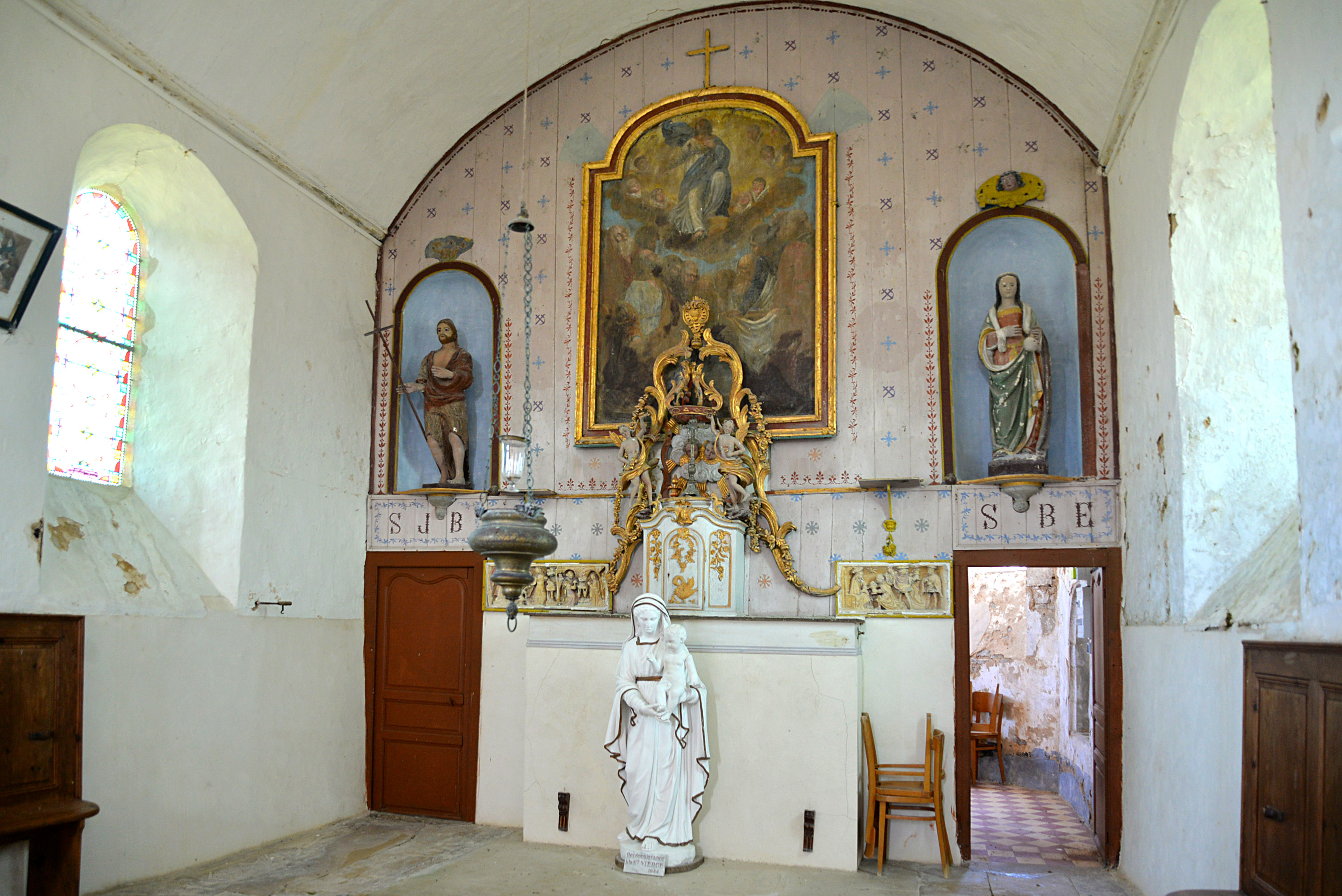
Le maître-retable.
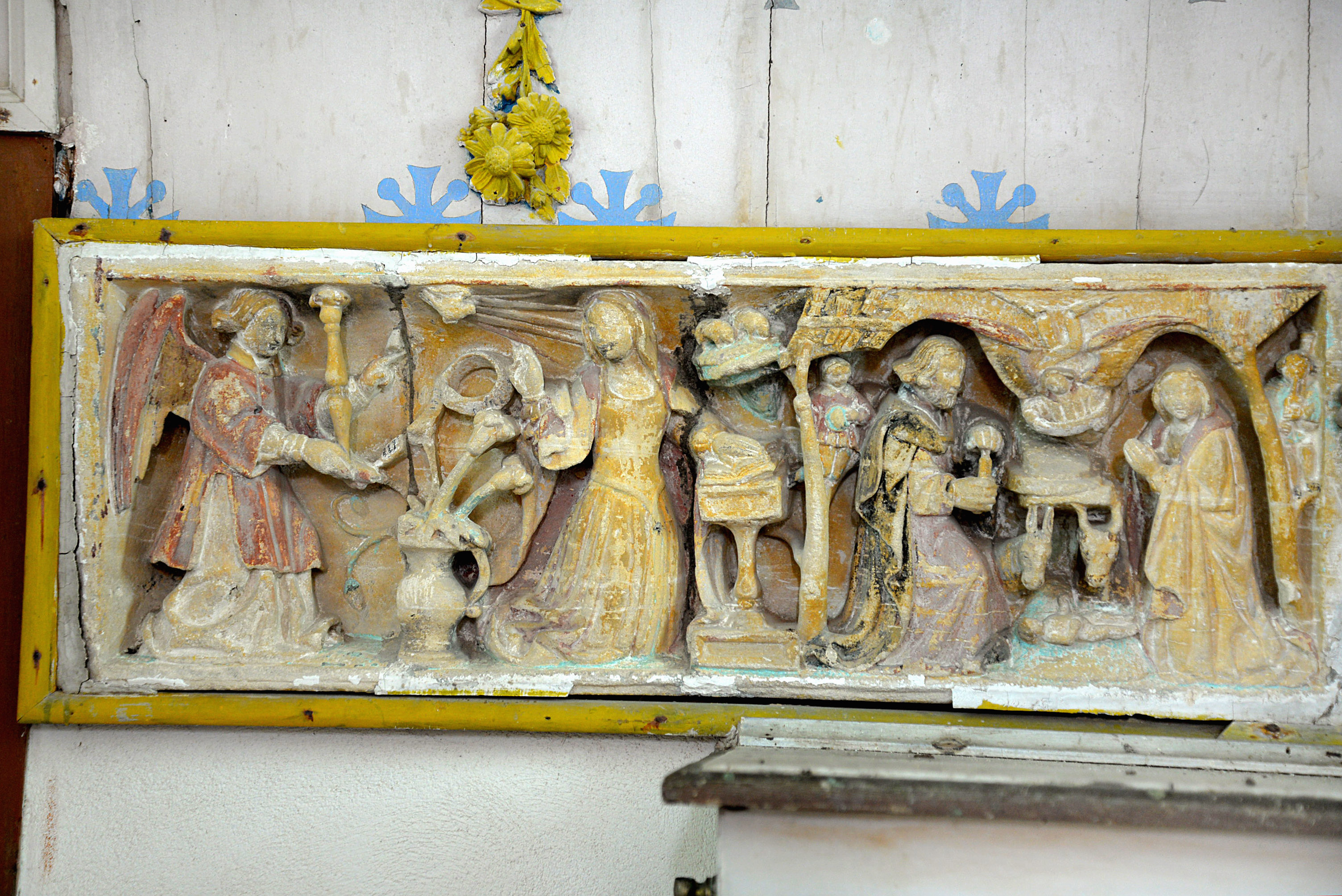
Bas-relief de l'Annonciation et de la Nativité du XVe.
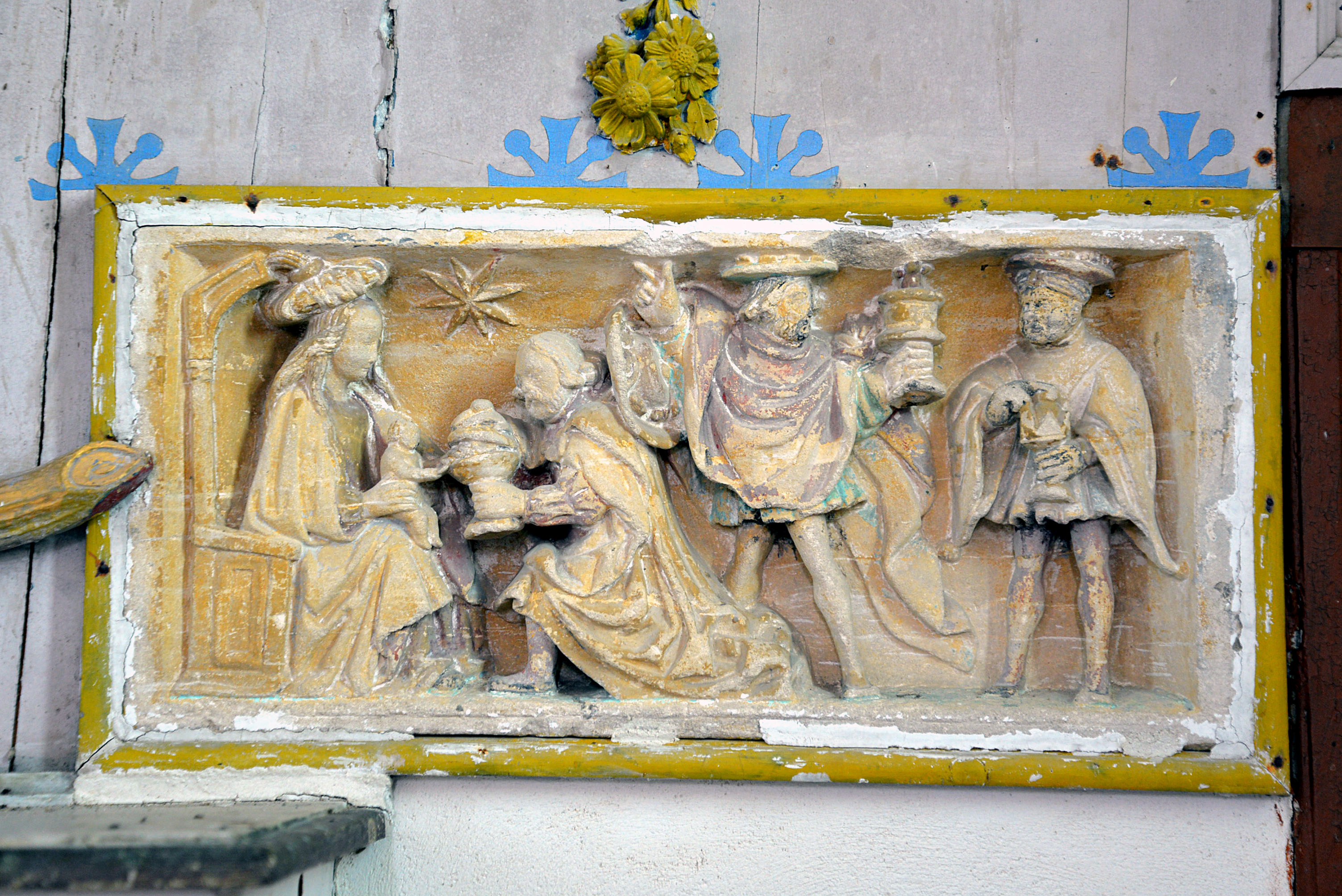
Bas-relief, l'Adoration des Mages du XVe.
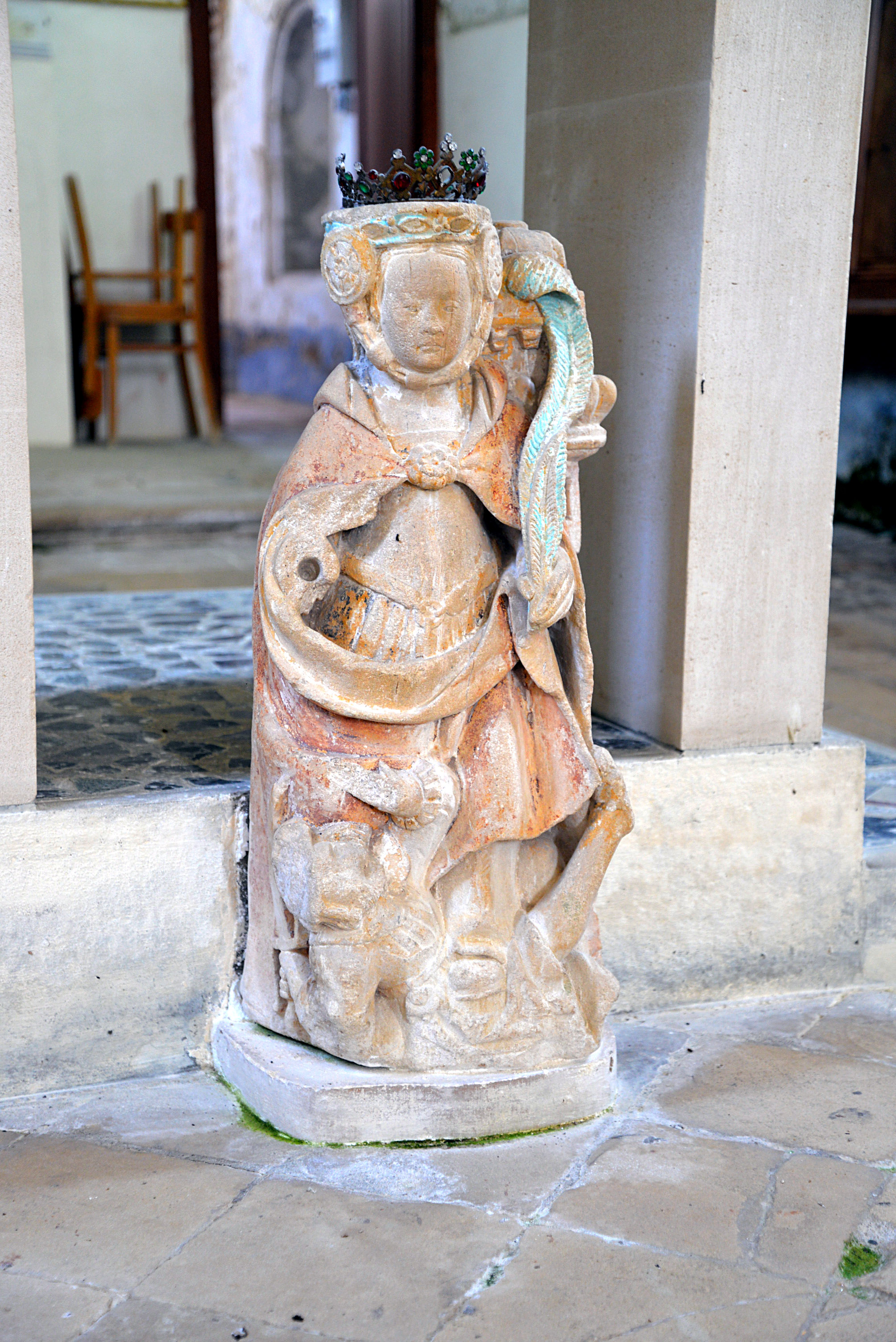
La statue de sainte Barbe.
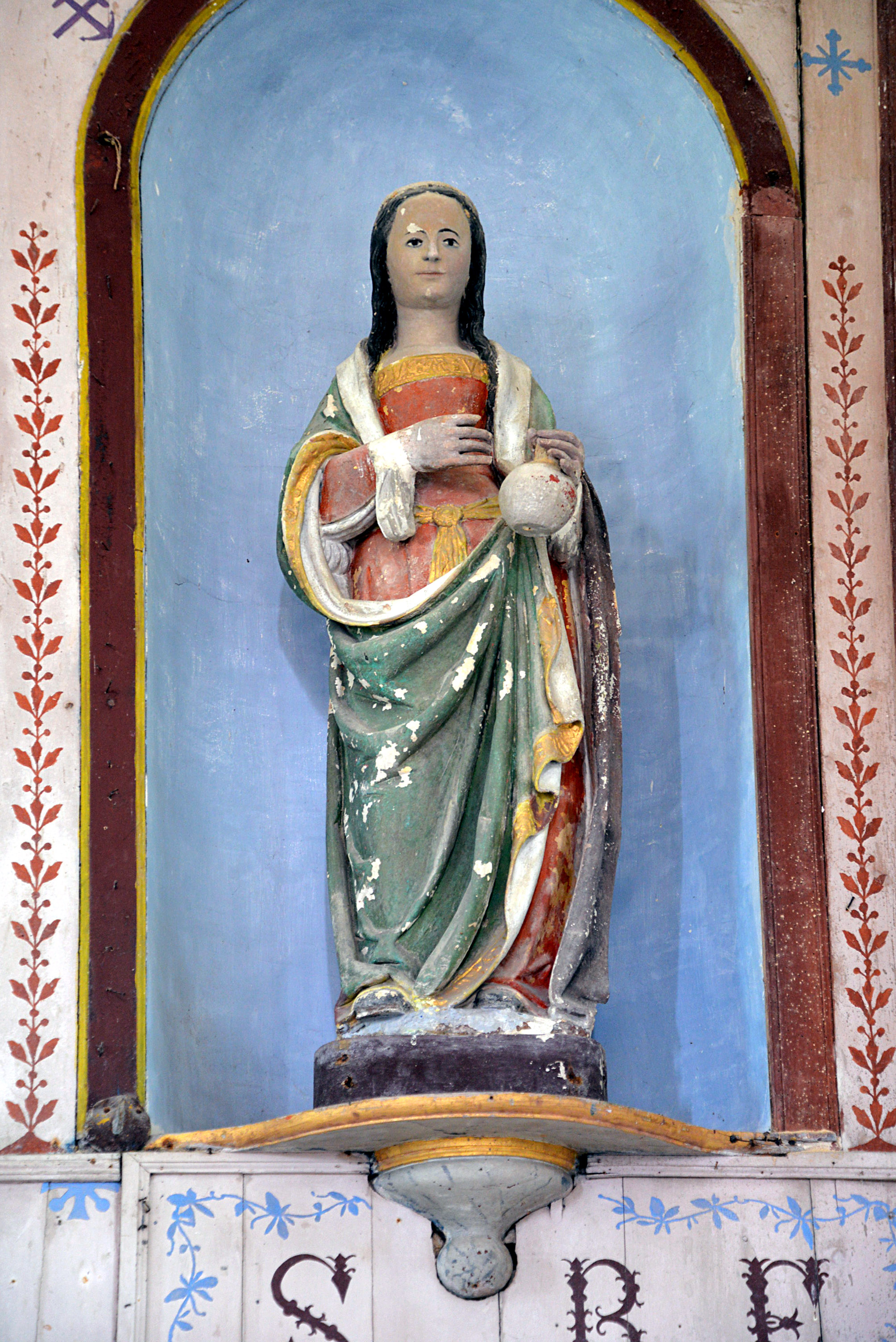
La statue de sainte Basile.
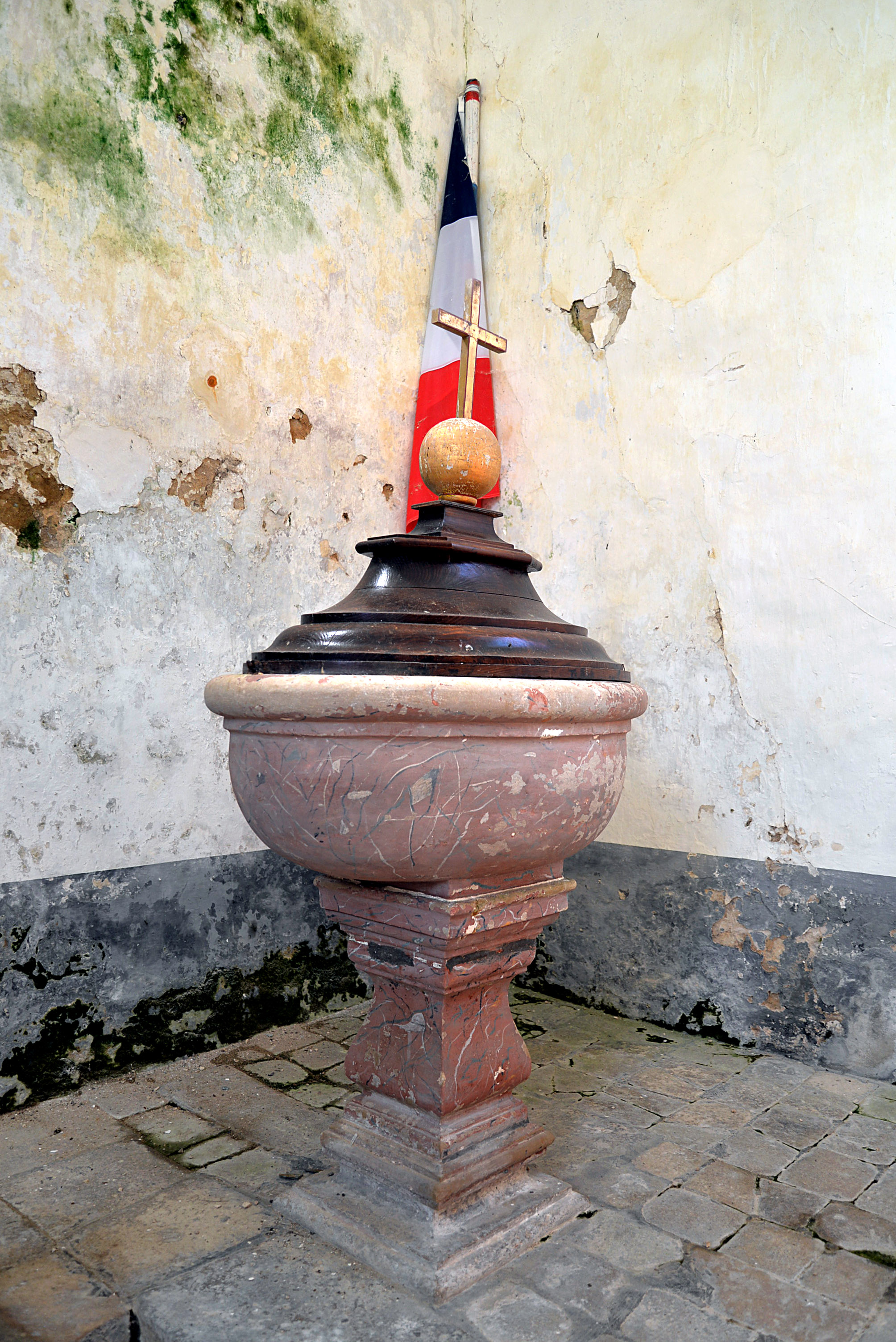
Les fonts baptismaux.
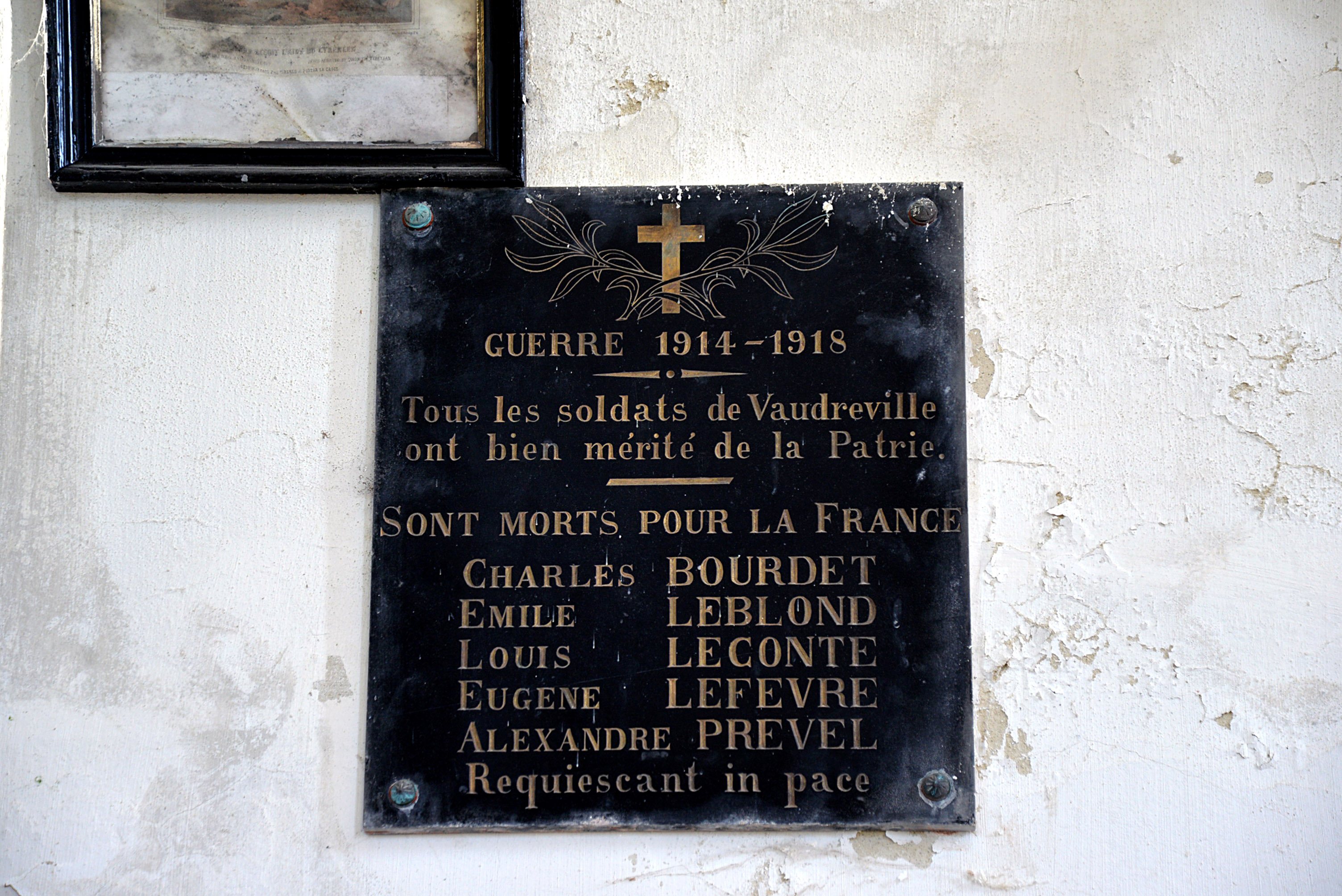
La plaque commémorative 1914-1918.

### Personnalités liées à la commune
- Marie Laurencin (1883-1956), fille illégitime d'Alfred Stanislas Toulet (1839-1905) et de Pauline Mélanie Laurencin (1861-1913), fille de forgerons de Vaudreville, employée (de maison ?) puis couturière.